# Превелень
Превелень, Превелені (рум. Prăvăleni) — село у повіті Хунедоара в Румунії. Входить до складу комуни Ваца-де-Жос.
Село розташоване на відстані 338 км на північний захід від Бухареста, 44 км на північний захід від Деви, 102 км на південний захід від Клуж-Напоки, 113 км на північний схід від Тімішоари.

## Населення
За даними перепису населення 2002 року у селі проживали 349 осіб, з них 348 осіб (99,7%) румунів. Рідною мовою 347 осіб (99,4%) назвали румунську.